# Важка атлетика на літніх Олімпійських іграх 2024 — понад 81 кг (жінки)
Змагання з важкої атлетики в категорії понад 81 кілограм серед жінок на літніх Олімпійських іграх 2024 у Парижі відбудуться 11 серпня на Арені Південний Париж.

## Рекорди
Перед цими змаганнями чинні світовий та олімпійський рекорди були такі:
| Світовий рекорд     | Ривок   | Лі Веньвень (CHN) | 148 кг | Ташкент, Узбекистан | 25 квітня 2021 |  |
| Світовий рекорд     | Поштовх | Лі Веньвень (CHN) | 187 кг | Ташкент, Узбекистан | 25 квітня 2021 |  |
| Світовий рекорд     | Загалом | Лі Веньвень (CHN) | 335 кг | Ташкент, Узбекистан | 25 квітня 2021 |  |
|                     |         |                   |        |                     |                |  |
| Олімпійський рекорд | Ривок   | Лі Веньвень (CHN) | 140 кг | Токіо, Японія       | 2 серпня 2021  |  |
| Олімпійський рекорд | Поштовх | Лі Веньвень (CHN) | 180 кг | Токіо, Японія       | 2 серпня 2021  |  |
| Олімпійський рекорд | Загалом | Лі Веньвень (CHN) | 320 кг | Токіо, Японія       | 2 серпня 2021  |  |

## Результати
| Місце | Спортсмен           | Країна                         | Ривок (кг) | Ривок (кг) | Ривок (кг) | Ривок (кг) | Поштовх (кг) | Поштовх (кг) | Поштовх (кг) | Поштовх (кг) | Сума |
| Місце | Спортсмен           | Країна                         | 1          | 2          | 3          | Результат  | 1            | 2            | 3            | Результат    | Сума |
| ----- | ------------------- | ------------------------------ | ---------- | ---------- | ---------- | ---------- | ------------ | ------------ | ------------ | ------------ | ---- |
| 1     | Лі Веньвень         | Китай (CHN)                    | 130        | 136        | —          | 136        | 167          | 173          | 174          | 173          | 309  |
| 2     | Пак Хє Чон          | Південна Корея (KOR)           | 123        | 127        | 131        | 131        | 163          | 168          | 173          | 168          | 299  |
| 3     | Емілі Кемпбелл      | Велика Британія (GBR)          | 119        | 123        | 126        | 126        | 162          | 169          | 174          | 162          | 288  |
| 4     | Ліссет Айові        | Еквадор (ECU)                  | 117        | 121        | 123        | 123        | 156          | 160          | 162          | 160          | 283  |
| 5     | Мері Тейсен-Лаппен  | США (USA)                      | 115        | 118        | 119        | 119        | 155          | 162          | 165          | 155          | 274  |
| 6     | Дуангаксорн Чайді   | Таїланд (THA)                  | 120        | 120        | 120        | 120        | 152          | 156          | 160          | 152          | 272  |
| 7     | Халіма Аббас        | Єгипет (EGY)                   | 110        | 115        | 118        | 115        | 135          | 140          | 145          | 145          | 260  |
| 8     | Наруйрі Перес       | Венесуела (VEN)                | 114        | 117        | 117        | 114        | 140          | 145          | —            | 145          | 259  |
| 9     | Крісмері Сантана    | Домініканська Республіка (DOM) | 111        | 115        | 118        | 118        | 140          | 140          | 140          | 140          | 258  |
| 10    | Турсуной Джабборова | Узбекистан (UZB)               | 112        | 116        | 118        | 118        | 133          | 138          | 138          | 133          | 251  |
| 11    | Юніарра Сіпая       | Самоа (SAM)                    | 100        | 105        | 110        | 105        | 141          | 141          | 148          | 141          | 246  |
| 12    | Нурул Акмал         | Індонезія (INA)                | 105        | 110        | 110        | 105        | 140          | 145          | 151          | 140          | 245  |